# Iggy Arroyo
Ignacio "Iggy" Arroyo  (Quezon City, 24 oktober 1950 - Londen, 26 januari 2012) was een Filipijns politicus.

## Biografie
Iggy Arroyo werd geboren op 24 oktober 1950 in Quezon City. Zijn ouders waren Ignacio Arroyo en Lourdes Tuason. Zijn vader is een zoon van voormalig senator Jose Maria Arroyo. Hij zelf is een jongere broer van Mike Arroyo, de echtgenoot van voormalig president Gloria Macapagal-Arroyo. Arroyo studeerde in de Amerikaanse staat Californië waar hij in 1974 een Bachelor of Science-diploma bedrijfskunde behaalde aan de Finance University van San Francisco.
In 2004 stelde Arroyo zich verkiesbaar als afgevaardigde van het vijfde kiesdistrict van Negros Occidental. Hij won de verkiezingen en behaalde daarmee een zetel in het Filipijns Huis van Afgevaardigden. In 2007 en 2010 werd hij herkozen. In deze periode was hij onder meer verantwoordelijk voor Republic Act No. 9512, een wet die moet zorgen voor meer milieubewustzijn door middel van voorlichting. Andere wetten van zijn hand hadden onderwerpen als het verhogen van de salarissen van onderwijzers op openbare scholen, het tegengaan van kinderporno, de oprichting van afkick-centra door het hele land en het vergroten van de beloning van zorgmedewerkers in plattelandsgebieden. Arroyo kwam in deze periode ook enkele keren in het nieuws toen hij publiekelijk zijn broer Mike en diens vrouw, president Gloria Macapagal-Arroyo verdedigde tijdens enkele van de schandalen waar zij in terechtkwamen.
Iggy Arroyo leed aan cirrose en werd daarvoor sinds 2011 in Londen behandeld. Op 25 januari 2013 kreeg Arroyo een hartstilstand. Hij raakte hersendood en overleed enkele uren later op 61-jarige leeftijd nadat de life support-systemen waren afgekoppeld. Hij werd begraven op Manila North Cemetery.